# Arheološki muzej u Zagrebu
Arheološki muzej u Zagrebu samostalno djeluje od 1939. godine, do tada je djelovao u sastavu Narodnog muzeja. Smješten je u historicističkoj palači Vranyczany-Hafner na Zrinjevcu. Muzejski fundus je 2014. imao približno 450.000 različitih artefakata.

## Zbirke
Muzejski fundus sistematiziran je u zbirkama: pretpovijesna, antička (grčki i rimski spomenici) i ranosrednjovjekovna zbirka. Muzej posjeduje i egipatsku zbirku, jedinu takve vrste u ovim prostorima, kao i numizmatičku zbirku, jednu od najvećih takvih zbirki u Europi i svijetu. Stalni postav muzeja sastoji se od stalnog postava pretpovijesne i egipatske zbirke; uvodnoga dijela stalnog postava antičke zbirke: grčke vaze, spomenici grčke kolonizacije istočne obale Jadrana i rimska vojna oprema te stalnog postava numizmatičke zbirke, a u sklopu muzeja nalazi se i Lapidarij.
Muzej posjeduje i jedinstvenu kolekciju etruščanskih spomenika. Najpoznatiji i svakako najdragocjeniji je glasovita Zagrebačka lanena knjiga (Liber linteus Zagrabiensis), rukopis s najdužim sačuvanim tekstom etruščanskog jezika i jedini očuvani primjerak lanene knjige u čitavom antičkom svijetu, zajedno sa zagrebačkom mumijom.
Muzej vodi brigu o arheološkom parku "Andautonija" u Šćitarjevu, gdje su sačuvani ostaci antičkog grada iz vremena od 1. do 4. stoljeća.

## Povijest
Muzej je nastao iz Narodnog muzeja osnovanog 1836. godine. Godine 1866. postao je Zemaljski zavod Hrvatske, Slavonije i Dalmacije, pod upravom JAZU-a i Sabora te je bio podijeljen na dva odjela: Arheološki odjel i Prirodoslovni odjel. Od godine 1878. Arheološki odjel osamostaljuje se, no djeluje u sklopu Narodnog muzeja. Samostalan muzej postaje godine 1939. Promijenio je nekoliko lokacija, od privremenoga sjedišta u Gospodarskom društvu preko palače baruna Raucha na Markovu trgu i Pravoslovne akademije i Narodnog doma te naposljetku do sadašnje lokacije na Zrinskom trgu.
Muzej je od 19. stoljeća djelovao na terenima i pri različitim arheološkim iskapanjima, a to nastavlja i danas na terenima u Šćitarjevu te Varaždinskim Toplicama, Žumberku, Stenjevcu i ostalim lokalitetima Hrvatske, ponajviše u kontinentalnome dijelu.
Zbog potresa koji je pogodio Zagreb 22. ožujka 2020. godine, Arheološki je muzej pretrpio oštećenja zgrade i teža oštećenja stalnog postava i predmeta.

## Poveznice
- Popis muzeja u Hrvatskoj
- Zagrebačka mumija

## Vanjske poveznice
- Arheološki muzej u Zagrebu